# Kunstrådet
Kunstrådet er et råd under Kunststyrelsen, der har eksisteret siden 2003 og som har til opgave at fremme udviklingen af kunst i Danmark og dansk kunst i udlandet. Rådet består af 10 sagkyndige medlemmer, der udpeges af kulturministeren og Kunstrådets repræsentantskab for en periode på 4 år. Kunstrådet har under sig nedsat fire udvalg – Kunstrådets Litteraturudvalg, Scenekunstudvalg, Billedkunstudvalg og Musikudvalg samt Det Internationale Billedkunstudvalg – med hver fem medlemmer, dog er der syv medlemmer af Musikudvalget. Udvalgene yder økonomisk støtte til kunstneres arbejde og til forskellige kunstneriske projekter. Udvalgenes formand samt Kunstrådets formand udpeges af ministeren.

## Kunstrådets medlemmer 2007-2011
- Mads Øvlisen (formand for Kunstrådet), tidl. administrerende direktør
- Giordano Bellincampi, (formand for Kunstrådets Musikudvalg), musiker og dirigent
- Elisabeth Toubro (formand for Kunstrådets Billedkunstudvalg), billedkunstner
- Mikkel Harder Munck-Hansen (formand for Kunstrådets Scenekunstudvalg), skuespiller, instruktør og skuespilchef
- Pia Buchardt Nielsen, kunstnerisk leder
- Cai-Ulrich von Platen, billedkunstner
- Katrine Ring, discjockey
- Finn Hauberg Mortensen (formand for Kunstrådets Litteraturudvalg), formand for Det Danske Sprog- og Litteraturselskab
- Jette Drewsen, forfatter
- Birgit Bergholt, cand.mag. i musik